# Nesobasis flavostigma
Nesobasis flavostigma – gatunek ważki z rodziny łątkowatych (Coenagrionidae). Endemit wyspy Viti Levu należącej do Fidżi. Opisał go T.W. Donnelly w 1990 roku w oparciu o trzy okazy samic odłowione w styczniu 1973 roku w miejscowości Wailotua we wschodniej części wyspy. To jedyne jak dotąd znane okazy tego gatunku.